# أنتي بلاجيفيتش
أنتي بلاجيفيتش هو لاعب كرة قدم كرواتي في مركز الهجوم، ولد في 5 مايو 1996 في سبليت في كرواتيا. لعب مع أوستينده.